# Orbita terrestre media

L'area in giallo rappresenta la zona delle orbite medie.

Un'orbita terrestre media (in lingua inglese medium Earth orbit o anche intermediate circular orbits, abbreviato ICO) o MEO è un'orbita attorno alla Terra di altitudine compresa tra le fasce di van Allen e l'orbita geostazionaria, ovvero tra i 2 000 ed i 35 786 km.

## Descrizione
Può indicare anche il nome dato a sistemi di telecomunicazioni satellitari in cui i satelliti vengono collocati su orbite di media altitudine (≈10 000 km).
Confrontando questi sistemi con quelli di tipo GEO ad orbita geostazionaria, si evince subito come la distanza inferiore permetta di ridurre il ritardo di propagazione (che su questi sistemi vale circa 100-130 ms) ma si perde la proprietà di avere il satellite in un punto fisso del cielo rispetto ad un osservatore al suolo. Il satellite passa abbastanza velocemente nel cielo e per poter garantire una continuità di servizio, lo si fa seguire subito da un altro; in questo caso deve esistere un protocollo di handover (letteralmente 'passaggio di mano') tra i due satelliti.
Per poter coprire l'intero globo è necessaria una flotta di almeno 10-15 satelliti (il numero aumenta al diminuire del raggio orbitale).
La dimensione delle antenne e la potenza di trasmissione sono inferiori rispetto ai sistemi GEO data la minore distanza.
I vantaggi e gli svantaggi di questo tipo di sistemi sono gli stessi dei sistemi in orbita bassa.